# Festa del Cinema di Roma 2019
La 14ª edizione della Festa del Cinema di Roma si è svolta Roma dal 17 al 27 ottobre 2019 presso l'Auditorium Parco della Musica.
Il film di apertura della kermesse è stato Motherless Brooklyn - I segreti di una città di Edward Norton, mentre il film di chiusura Tornare di Cristina Comencini. Anche in questa edizione, per il quinto anno sotto la direzione artistica di Antonio Monda, non ci saranno cerimonie e premi, a eccezione del Premio del pubblico BNL.
Il Premio del pubblico BNL è stato vinto da Santa subito di Alessandro Piva.

## Selezione ufficiale
- 438 Dagar, regia di Jesper Ganslandt (Svezia)
- 1982, regia di Oualid Mouaness (Libano, Stati Uniti d'America, Norvegia, Qatar)
- The Aeronauts, regia di Tom Harper (Regno Unito)
- Antigone, regia di Sophie Deraspe (Canada)
- Due (Deux), regia di Filippo Meneghetti (Francia, Lussemburgo, Belgio)
- Downton Abbey, regia di Michael Engler (Regno Unito, Stati Uniti d'America)
- Drowning, regia di Melora Walters (Stati Uniti d'America)
- The Farewell - Una bugia buona (The Farewell), regia di Lulu Wang (Stati Uniti d'America, Cina)
- Fête de famille, regia di Cédric Kahn (Francia)
- Honey Boy, regia di Alma Har'el (Stati Uniti d'America)
- Le ragazze di Wall Street - Business Is Business (Hustlers), regia di Lorene Scafaria (Stati Uniti d'America)
- The Irishman, regia di Martin Scorsese (Stati Uniti d'America)
- Judy, regia di Rupert Goold (Regno Unito)
- Kohtunik, regia di Andres Puustusmaa (Estonia, Russia)
- Il ladro di giorni, regia di Guido Lombardi (Italia)
- Il meglio deve ancora venire (Le meilleur reste à venir), regia di Matthieu Delaporte e Alexandre de La Patellière (Francia)
- La sfida delle mogli (Military Wives), regia di Peter Cattaneo (Regno Unito)
- Motherless Brooklyn - I segreti di una città (Motherless Brooklyn), regia di Edward Norton (Stati Uniti d'America) - film di apertura
- Mystify: Michael Hutchence, regia di Richard Lowenstein (Australia)
- Nomad - In cammino con Bruce Chatwin (Nomad: In the Footsteps of Bruce Chatwin), regia di Werner Herzog (Regno Unito)
- On Air, regia di Manno Lanssens (Belgio, Paesi Bassi)
- Pavarotti, regia di Ron Howard (Stati Uniti d'America)
- Rewind, regia di Sasha Joseph Neulinger (Stati Uniti d'America)
- Santa subito, regia di Alessandro Piva (Italia)
- Run with the Hunted, regia di John Swab (Stati Uniti d'America)
- Scary Stories to Tell in the Dark, regia di André Øvredal (Stati Uniti d'America, Canada)
- Tanta Almas, regia di Nicolás Rincón Gille (Colombia, Belgio, Brasile, Francia)
- Trois jours et une vie, regia di Nicolas Boukhrief (Francia, Belgio)
- Vrba, regia di Milčo Mančevski (Macedonia, Ungheria, Belgio, Albania)
- Waves - Le onde della vita (Waves), regia di Trey Edward Shults (Stati Uniti d'America)
- Western Stars, regia di Thor Zimny (Stati Uniti d'America)
- Where's My Roy Cohn?, regia di Matt Tyrnauer (Stati Uniti d'America)
- Your Mum and Dad, regia di Klaartje Quirijns (Paesi Bassi)

### Tutti ne parlano
- La belle époque, regia di Nicolas Bedos (Francia)
- Share, regia di Pippa Bianco (Stati Uniti d'America)
- L'immensità della notte (The Vast of Night), regia di Andrew Patterson (Stati Uniti d'America)

### Eventi speciali
- Cecchi Gori - Una famiglia italiana, regia di Simone Isola e Marco Spagnoli (Italia)
- Very Ralph, regia di Susan Lacy (Stati Uniti d'America)
- Illuminate - Laura Biagiotti, regia di Maria Tilli (Italia)
- Lunar City, regia di Alessandra Bonavina (Italia)
- Negramaro - L'anima vista da qui, regia di Gianluca Grandinetti (Italia)
- Nick Drake - Songs in a Conversation, regia di Giorgio Testi (Italia)
- Tornare, regia di Cristina Comencini (Italia)
- Il peccato - Il furore di Michelangelo, regia di Andrei Konchalovsky (Russia, Italia)
- The Fanatic, regia di Fred Durst (Stati Uniti d'America)
- Pupazzi alla riscossa (UglyDolls), regia di Kelly Asbury (Stati Uniti d'America)

### Pre-aperture
- L'uomo senza gravità, regia di Marco Bonfanti (Italia, Belgio)
- La prima donna, regia di Tony Saccucci (Italia)
- Le beatitudini di Sant'Egidio, regia Jacques Debs (Italia)
- Roam Rome Mein, regia di Tannishtha Chatterjee (India, Italia)
- La giostra dei giganti, regia di Jacopo Rondinelli (Italia)
- Gli anni amari, regia di Andrea Adriatico (Italia)
- Jesus Rolls - Quintana è tornato! (The Jesus Rolls), regia di John Turturro (Stati Uniti d'America)

## Alice nella Città

### Concorso
- One More Jump, regia di Emanuele Gerosa (Italia, Svizzera, Libano)
- Pesar-Madar, regia di Mahnaz Mohammadi (Iran)
- Le Milieu de l'horizon, regia di Delphine Lehericey (Svizzera, Belgio)
- Sunburned, regia di Carolina Hellsgård (Germania, Paesi Bassi, Polonia)
- Ne Pozabi Dihati, regia di Martin Turk (Slovenia, Italia, Croazia)
- Les Éblouis, regia di Sarah Suco (Francia)
- Perfect 10, regia di Eva Riley (Regno Unito)
- Raia 4, regia di Emiliano Cunha (Brasile)
- Cleo, regia di Eva Cools (Belgio)
- Lola (Lola vers la mer), regia di Laurent Micheli (Belgio, Francia)
- L'agnello, regia di Mario Piredda (Italia, Francia)
- La famosa invasione degli orsi in Sicilia (La fameuse invasion des ours en Sicile), regia di Lorenzo Mattotti (Francia, Italia)

### Fuori concorso
- L'età giovane (Le Jeune Ahmed), regia di Jean-Pierre Dardenne e Luc Dardenne (Francia, Belgio)
- Matares, regia di Rachid Benhadj (Algeria)

### Alice - Panorama Internazionale
- Light of My Life, regia di Casey Affleck (Stati Uniti d'America)
- Maternal, regia di Maura Delpero (Italia, Argentina)
- Zombi Child, regia di Bertrand Bonello (Francia)
- Adorazione (Adoration), regia di Fabrice du Welz (Francia, Belgio)
- Mickey And The Bear, regia di Annabelle Attanasio (Stati Uniti d'America)
- Take Me Somewhere Nice, regia di Ena Sendijarević (Paesi Bassi, Bosnia-Erzegovina)
- Shpia e Agës, regia di Lendita Zeqiraj (Kosovo, Croatia, Albania, Francia)
- La Fortaleza, regia di Andrés Torres (Colombia)
- Taro No Baka, regia di Omori Tatsushi (Giappone)
- Mosaic Portrait, regia di Zhai Yixiang (Cina)
- Adolescents, regia di Sébastien Lifshitz (Francia)
- Bull, regia di Annie Silverstein (Stati Uniti d'America)

### Alice - Panorama Italia
- Bellissime, regia di Elisa Amoruso
- Famosa, regia di Alessandra Mortelliti
- Mi chiedo quando ti mancherò, regia di Francesco Fei
- Mollami, regia di Matteo Gentiloni
- La vacanza, regia di Enrico Iannacone
- Stay Still, regia di Elisa Mishto
- Buio, regia di Emanuela Rossi
- Le metamorfosi, regia di Giuseppe Carrieri
- La villa, regia di Claudia Brignone
- La volta buona, regia di Vincenzo Marra
- Volare, regia di Ram Pace e Luca Santarelli
- Il suono della voce, regia di Emanuela Giordano
- Marco Polo, regia di Duccio Chiarini
- Amori di latta, regia di Chiara Rapaccini
- È meglio che tu pensi la tua, regia di Davide Vavalà
- La nostra strada, regia di Pierfrancesco Li Donni
- Frammenti, regia di Paolo Bianchini

### Eventi speciali
- Ailo - Un'avventura tra i ghiacci (Ailo: une odyssee en laponie), regia di Guillaume Maidatchevsky (Francia, Finlandia)
- Sai tenere un segreto? (Can You Keep a Secret?), regia di Elise Durán (Stati Uniti d'America)
- El Número Nueve - Gabriel Batistuta, regia di Pablo Benedetti (Italia)
- Il giorno più bello del mondo, regia di Alessandro Siani (Italia)
- La famiglia Addams (The Addams Family), regia di Greg Tiernan e Conrad Vernon (Stati Uniti d'America)
- Maleficent - Signora del male (Maleficent: Mistress of Evil), regia di Joachim Rønning (Stati Uniti d'America)
- Playmobil - The Movie, regia di Lino DiSalvo (Regno Unito)

### Serie
- Apnea (Uneîl) (Francia)
- Il fiuto di Sherlock Holmes (Meitantei Hōmuzu) (Giappone)
- Riders - La serie (Italia)

## Premi
- Premio del pubblico BNL: Santa subito, regia di Alessandro Piva
- Premi alla carriera: Bill Murray,[4] Viola Davis[5]
- Premio speciale per l'interpretazione: John Travolta, The Fanatic[6]

### Alice nella Città
- Miglior film: Les Éblouis, regia di Sarah Suco
- Miglior regia: Lorenzo Mattotti per La famosa invasione degli orsi in Sicilia
- Premio speciale della giuria: Pesar-Madar, regia di Mahnaz Mohammadi
- Premio Raffaella Fioretta per il cinema italiano Roma Lazio Commission: Buio, regia di Emanuela Rossi
- Premio TIMvision: Cleo, regia di Eva Cools
- Premio RBcasting: Beatrice Grannò per Mi chiedo quando ti mancherò
- Premio Do Rising Star Award: Anna Franziska Jaeger per Cleo
- Menzione speciale per l'interpretazione: Nora Stassi per L'agnello
- Premio Pietro Coccia per la fotografia: Tullio Trotta
- Premio instant stories cinemotore alla sceneggiatura: Marcello Giovani per Bang Bang
- Premio Lotus al miglior cortometraggio: 3 Sleeps, regia di Christopher Holt
- Premio MyMovies opera prima: Cleo, regia di Eva Cools

## Pubblicazioni
- Programma della 14ª edizione (PDF), Festa del Cinema di Roma, 2019.